# Unione Sportiva Cagliari 1956-1957
Questa pagina raccoglie le informazioni riguardanti l'Unione Sportiva Cagliari nelle competizioni ufficiali della stagione 1956-1957.

## Stagione
Nella stagione 1956-1957 il Cagliari disputò il decimo campionato di Serie B della sua storia. Fu un campionato, anche alla luce del brillante quinto posto ottenuto un anno prima, abbastanza deludente, concluso al decimo posto. L'avvio dei rossoblù, guidati in panchina da Rigotti, fu incoraggiante, all'ottava giornata furono secondi ad un punto dalla vetta. Poi arrivò una crisi di risultati che portò all'avvicendamento in panchina con Piola, allenatore la stagione precedente, richiamato alla guida tecnica. Ma il cambio non portò i risultati sperati. Con il nuovo tecnico si persero tutte le trasferte e si chiuse con il peggiore attacco del torneo. Una delle poche soddisfazioni fu il successo sul Verona, che vinse il campionato. Di negativo anche l'eccesso nervosismo che portò a ben otto espulsioni nel corso del campionato. Da segnalare l'esordio in prima squadra del giovane difensore proveniente dal vivaio Mario Tiddia, che sarà assoluto protagonista della storia del Cagliari negli anni a venire.

## Divise
| 1ª maglia |

## Organigramma societario
Area direttiva
- Presidente: Ennio Dalmasso

Area tecnica
- Allenatore: Carlo Rigotti (fino all'8 gennaio 1957)[2], poi Raoul Bortoletto, infine Silvio Piola (poi dal 14 gennaio 1957)[3]

## Rosa
| N. |                   | Ruolo | Calciatore            |
| -- | ----------------- | ----- | --------------------- |
|    | Italia (bandiera) | P     | Piero Persico         |
|    | Italia (bandiera) | P     | Vincenzo Reverchon    |
|    | Italia (bandiera) | D     | Bruno Barberi         |
|    | Italia (bandiera) | D     | Pietro Bersia         |
|    | Italia (bandiera) | D     | Gabriele De Toni      |
|    | Italia (bandiera) | D     | Mauro Simeoli         |
|    | Italia (bandiera) | D     | Mario Tiddia          |
|    | Italia (bandiera) | C     | Luigi Bertoli         |
|    | Italia (bandiera) | C     | Raoul Bortoletto (II) |
|    | Italia (bandiera) | C     | Giancarlo Cadè        |
|    | Italia (bandiera) | C     | Antonio Congiu        |

| N. |                   | Ruolo | Calciatore           |
| -- | ----------------- | ----- | -------------------- |
|    | Italia (bandiera) | C     | Antonio Schiavoni    |
|    | Italia (bandiera) | C     | Umberto Serradimigni |
|    | Italia (bandiera) | C     | Mario Villa          |
|    | Italia (bandiera) | A     | Armando Bicicli      |
|    | Italia (bandiera) | A     | Armando Cavazzuti    |
|    | Italia (bandiera) | A     | Tullio Ghersetich    |
|    | Italia (bandiera) | A     | Elio Letari          |
|    | Italia (bandiera) | A     | Giancarlo Mezzalira  |
|    | Italia (bandiera) | A     | Carlo Regalia        |
|    | Italia (bandiera) | A     | Giovanni Sanna       |

## Risultati

### Serie B

#### Girone d'andata
| Arbitro: | Marchese (Napoli) |

|               |           |                                 |
| Ferrarese 17’ | Marcatori | 42’ (aut.) Malacari 60’ Regalia |

| Bari 23 settembre 1956 | Bari               | 0 – 0 | Cagliari | Stadio della Vittoria\| Arbitro: \| Famulari (Messina) \| |
| Arbitro:               | Famulari (Messina) |       |          |                                                           |

| Arbitro: | Adami (Roma) |

|  |           |                              |
|  | Marcatori | 39’ Tagnin 84’ (rig.) Milani |

| Arbitro: | Gambarotta (Genova) |

|                                     |           |  |
| Serradimigni 35’ Regalia 81’ (rig.) | Marcatori |  |

| Valdagno 14 ottobre 1956 | Marzotto         | 0 – 0 | Cagliari | Stadio dei Fiori\| Arbitro: \| Rebuffo (Milano) \| |
| Arbitro:                 | Rebuffo (Milano) |       |          |                                                    |

| Arbitro: | Griggi (Brescia) |

|             |           |                |
| Tinazzi 46’ | Marcatori | 17’ Ghersetich |

| Arbitro: | Marangio (Roma) |

|               |           |  |
| Mezzalira 18’ | Marcatori |  |

| Arbitro: | Guarnaschelli (Pavia) |

|            |           |  |
| Letari 85’ | Marcatori |  |

| Arbitro: | Rigato (Mestre) |

|            |           |  |
| Gritti 90’ | Marcatori |  |

| Arbitro: | Gambarotta (Genova) |

|                  |           |             |
| Serradimigni 63’ | Marcatori | 83’ Caprile |

| Arbitro: | Caputo (Napoli) |

|                   |           |  |
| Bortoletto II 27’ | Marcatori |  |

| San Benedetto del Tronto 23 dicembre 1956 | Sambenedettese  | 0 – 0 | Cagliari | Stadio Fratelli Ballarin\| Arbitro: \| Corallo (Lecce) \| |
| Arbitro:                                  | Corallo (Lecce) |       |          |                                                           |

| Arbitro: | Corallo (Lecce) |

|              |           |  |
| Bassetti 55’ | Marcatori |  |

| Arbitro: | Alterio (Roma) |

|  |           |          |
|  | Marcatori | 8’ Gaeta |

| Arbitro: | Guarnaschelli (Pavia) |

|                          |           |                                  |
| Bortoletto II 57’ (aut.) | Marcatori | 49’ (rig.) Regalia 78’ Cavazzuti |

| Arbitro: | Bartolomei (Roma) |

|                             |           |  |
| Cavazzuti 40’ Mezzalira 54’ | Marcatori |  |

| Arbitro: | Boati (Milano) |

|                                   |           |  |
| Feccia 41’ Manzino 75’ Albini 88’ | Marcatori |  |

#### Girone di ritorno
| Cagliari 3 febbraio 1957 | Cagliari         | 0 – 0 | Taranto | Stadio Amsicora\| Arbitro: \| Rebuffo (Milano) \| |
| Arbitro:                 | Rebuffo (Milano) |       |         |                                                   |

| Cagliari 10 febbraio 1957 | Cagliari                     | 0 – 0 | Bari | Stadio Amsicora\| Arbitro: \| De Robbio (Torre Annunziata) \| |
| Arbitro:                  | De Robbio (Torre Annunziata) |       |      |                                                               |

| Arbitro: | Menchini (Udine) |

|                           |           |  |
| Pistorello 29’ Milani 44’ | Marcatori |  |

| Arbitro: | Famulari (Messina) |

|                             |           |            |
| Mion 33’ (rig.) Barison 68’ | Marcatori | 25’ Letari |

| Arbitro: | Perego (Milano) |

|                           |           |  |
| Letari 34’ A. Bicicli 67’ | Marcatori |  |

| Cagliari 10 marzo 1957 | Cagliari        | 0 – 0 | Alessandria | Stadio Amsicora\| Arbitro: \| Marangio (Roma) \| |
| Arbitro:               | Marangio (Roma) |       |             |                                                  |

| Arbitro: | Grillo (Afragola) |

|                               |           |               |
| M. Bicicli 16’ Uzzecchini 59’ | Marcatori | 67’ Mezzalira |

| Arbitro: | Fornari (Bologna) |

|                       |           |  |
| Sellani 70’ Grisa 76’ | Marcatori |  |

| Arbitro: | Corallo (Lecce) |

|                             |           |  |
| Ghersetich 1’, 66’ Cadè 58’ | Marcatori |  |

| Arbitro: | Canepa (Genova) |

|                                      |           |                          |
| Tarabbia 40’ (rig.), 89’ Caprile 52’ | Marcatori | 28’ Ghersetich 53’ Sanna |

| Arbitro: | Smorto (Reggio Calabria) |

|                             |           |                |
| Gasparini 72’ Fraschini 82’ | Marcatori | 14’ Ghersetich |

| Arbitro: | De Robbio (Torre Annunziata) |

|           |           |             |
| Sanna 59’ | Marcatori | 40’ Mecozzi |

| Arbitro: | Grignani (Milano) |

|                                 |           |                     |
| Mezzalira 8’, 25’ Cavazzuti 55’ | Marcatori | 9’ (rig.) Basiliani |

| Arbitro: | Boati (Milano) |

|                    |           |  |
| Ponzoni 13’ (rig.) | Marcatori |  |

| Arbitro: | Grillo (Afragola) |

|                            |           |            |
| Ghersetich 80’ Regalia 81’ | Marcatori | 36’ Danova |

| Arbitro: | Bartolomei (Roma) |

|                                 |           |  |
| Convalle 33’, 90’ Erba 54’, 77’ | Marcatori |  |

| Arbitro: | Vanni (Pisa) |

|            |           |            |
| Regalia 9’ | Marcatori | 57’ Albini |

## Statistiche

### Statistiche di squadra
| Competizione | Punti | In casa | In casa | In casa | In casa | In casa | In casa | In trasferta | In trasferta | In trasferta | In trasferta | In trasferta | In trasferta | Totale | Totale | Totale | Totale | Totale | Totale | DR |
| Competizione | Punti | G       | V       | N       | P       | Gf      | Gs      | G            | V            | N            | P            | Gf           | Gs           | G      | V      | N      | P      | Gf     | Gs     | DR |
| ------------ | ----- | ------- | ------- | ------- | ------- | ------- | ------- | ------------ | ------------ | ------------ | ------------ | ------------ | ------------ | ------ | ------ | ------ | ------ | ------ | ------ | -- |
| Serie B      | 32    | 17      | 9       | 6       | 2       | 20      | 8       | 17           | 2            | 4            | 11           | 10           | 26           | 34     | 11     | 10     | 13     | 30     | 34     | -4 |

### Statistiche dei giocatori[4]
| Giocatore          | Serie B  | Serie B |
| Giocatore          | Presenze | Reti    |
| ------------------ | -------- | ------- |
| B. Barberi         | 13       | 0       |
| P. Bersia          | 22       | 0       |
| L. Bertoli         | 30       | 0       |
| A. Bicicli         | 17       | 1       |
| R. Bortoletto (II) | 16       | 1       |
| G. Cadè            | 8        | 1       |
| A. Cavazzuti       | 27       | 3       |
| A. Congiu          | 2        | 0       |
| G. De Toni         | 27       | 0       |
| T. Ghersetich      | 29       | 6       |
| E. Letari          | 20       | 3       |
| G. Mezzalira       | 20       | 5       |
| P. Persico         | 26       | -?      |
| C. Regalia         | 17       | 5       |
| V. Reverchon       | 8        | 0       |
| G. Sanna           | 18       | 2       |
| A. Schiavoni       | 16       | 0       |
| U. Serradimigni    | 15       | 3       |
| M. Simeoli         | 32       | 0       |
| M. Tiddia          | 2        | 0       |
| M. Villa           | 9        | 0       |